# 格蘭德島

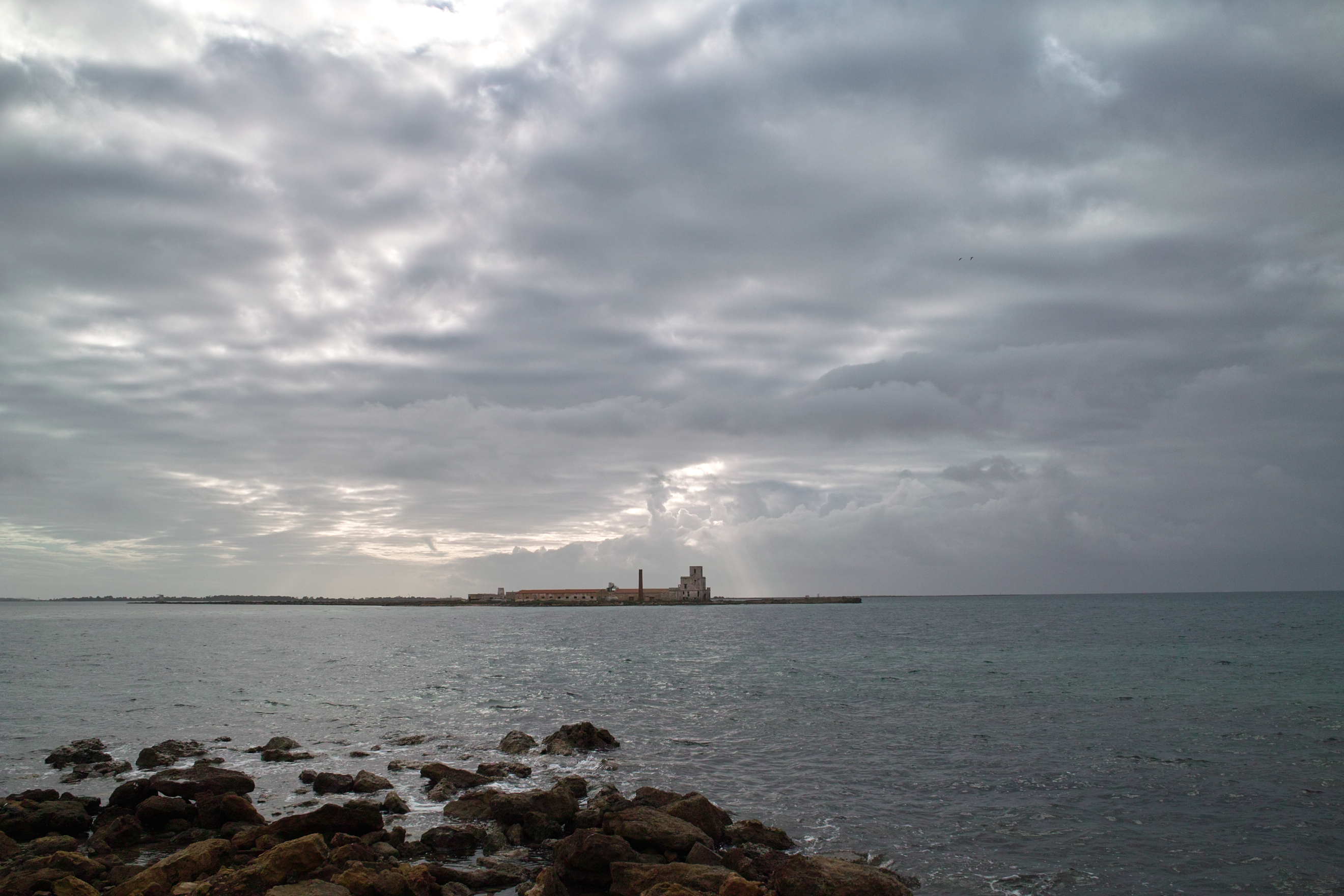

格蘭德島是意大利的島嶼，屬於斯塔尼奧內群島的一部分，由西西里島負責管轄，長7公里、寬1.4公里，面積5.7平方公里，最高點海拔高度3米，島上無人居住。